# Antoni Vilalta i Vidal
Antoni Vilalta i Vidal (Barcelona, 2 de març de 1905 – Berlín Oriental, 15 de novembre de 1981) fou un advocat i polític català, exiliat del franquisme. Pare de Maruxa Vilalta i germà d'Adrià Vilalta i Vidal i Emilià Vilalta i Vidal. Va estar casat amb la jurista Maria Soteras Mauri.

## Biografia
Llicenciat en dret a la Universitat de Barcelona en 1926, fou membre de la Junta del Col·legi d'Advocats de Barcelona des de 1936. Es casà amb Maria Soteras i Maurí (Barcelona, 1905 - Mèxic, 1976), la primera dona llicenciada en Dret a la Universitat de Barcelona i la primera dona doctorada en Dret a la Universitat Complutense de Madrid. El 1931 participà en la Conferència d'Esquerres Catalanes i formà part del nucli fundador d'Esquerra Republicana de Catalunya.
Fou elegit regidor de l'ajuntament de Barcelona a les eleccions municipals espanyoles de 1931. De 1931 a 1933 fou cap de la minoria d'aquest partit a l'ajuntament. Durant aquests anys fou tinent d'alcalde i alcalde accidental. Presidí les comissions de Foment, de Cultura i d'Hisenda i participà en l'elaboració del primer pressupost de l'Ajuntament de Barcelona durant la República. Tanmateix el 1933 es va integrar en l'anomenat «grup de l'Opinió» i abandonà ERC per formar el Partit Nacionalista Republicà d'Esquerra, amb el que fou novament escollit regidor de l'ajuntament de Barcelona a les eleccions municipals espanyoles de 1933. El 1934 fou nomenat president del Consell Directiu de la Unió de Municipis Espanyols. El 1936 es va reintegrar novament a ERC.
Quan esclatà la guerra civil espanyola es va exiliar cap a Brussel·les amb la seva família, i d'allí embarcà en el Weendan al port d'Antwerpen el 1939 marxaren en vaixell a Nova York i d'allí per Nuevo Laredo a Mèxic, el 21 de novembre de 1939. En 1940 va adoptar la nacionalitat mexicana.
Alí continuà exercint d'advocat d'hisenda pública gràcies al fet que va revalidar el seu títol d'advocat, i també exercí com a assessor de diverses institucions de crèdit i dependències oficials. Fou fundador de la revista Noticiero de Seguros, Previsión y Ahorros. També fundà l'Asociación Médico-farmacéutica. El 1978 va tornar a Catalunya de manera esporàdica. Va morir a Berlín quan era de viatge per motius familiars.

## Obres
- La premeditación como circunstancia atenuante (1939)
- La individualización de la ley civil (1982, pòstum)